# Mattias Svanberg
Mattias Svanberg, né le 5 janvier 1999 à Malmö en Suède, est un footballeur international suédois évoluant au poste de milieu de terrain au VfL Wolfsburg.

## Biographie

### En club
Né à Malmö en Suède, Mattias Svanberg est notamment formé par le club local du Malmö FF. C'est avec ce club qu'il joue son premier match en professionnel, le 8 novembre 2015, lors d'une rencontre de coupe de Suède face au Götene IF (en). Il entre en jeu à la place de Vladimir Rodić (en) et son équipe l'emporte par cinq buts à zéro.
Svanberg joue son premier match dans l'Allsvenskan, la première division suédoise, le 28 mai 2016 contre l'Östersunds FK. Il entre en jeu à la place de Markus Rosenberg et délivre une passe décisive pour Viðar Örn Kjartansson, participant ainsi à la victoire de son équipe par quatre buts à un. Lors de cette saison 2016, Svanberg participe au sacre de son équipe, Malmö remportant le championnat pour la dix-neuvième fois.
Le 5 juillet 2018, Mattias Svanberg quitte le Malmö FF afin de rejoindre l'Italie et le Bologne FC, club alors entraîné par Filippo Inzaghi. Le jeune milieu de terrain de 19 ans s'engage pour un contrat courant jusqu'en juin 2023. Il fait sa première apparition sous ses nouvelles couleurs le 16 septembre 2018, lors d'une rencontre de Serie A face au Genoa CFC. Il entre en jeu à la place d'Andrea Poli lors de ce match perdu par son équipe (1-0).
Le 16 juillet 2022, alors qu'il était courtisé par de nombreux clubs, Mattias Svanberg rejoint le VfL Wolfsburg. Il signe un contrat courant jusqu'en juin 2027 avec le club allemand,.
Svanberg inscrit son premier but pour Wolfsburg le 18 octobre 2022, lors d'une rencontre de coupe d'Allemagne face à l'Eintracht Brunswick. Titulaire, il ouvre le score et participe à la victoire de son équipe par deux buts à un.
Le 22 avril 2023, Svanberg réalise son premier doublé pour le club, lors d'une rencontre de championnat face au VfL Bochum. Il est titularisé et participe à la victoire de son équipe par cinq buts à un.

### En sélection
Avec les moins de 17 ans, il participe au championnat d'Europe des moins de 17 ans en 2016. Lors de cette compétition, il joue quatre matchs. La Suède est battue en quart de finale par les Pays-Bas. Au total il apparaît à neuf reprises avec les moins de 17 ans, pour un but marqué.
En novembre 2018, Svanberg est convoqué pour la première fois avec l'équipe nationale de Suède mais il ne joue finalement pas un seul match. Il est de nouveau appelé un an plus tard, en novembre 2019, pour des matchs comptant pour les éliminatoires de l'Euro 2020. Il honore cette fois sa première sélection avec la Suède, le 18 novembre contre les îles Féroé. Titularisé, il se fait remarquer en inscrivant également son premier but en sélection, puis en délivrant une passe décisive pour John Guidetti. Il contribue ainsi à la victoire de son équipe par trois buts à zéro,.
Le 19 mai 2021, il est convoqué par Janne Andersson, le sélectionneur de l'équipe nationale de Suède dans la liste des 26 joueurs suédois retenus pour participer à l'Euro 2020,.

### Vie privée
Mattias Svanberg est le fils de l’ancien joueur de hockey sur glace Bo Svanberg (en).

## Statistiques
| Saison                | Club                  | Championnat           | Championnat | Championnat | Coupe(s) nationale(s) | Coupe(s) nationale(s) | Compétition(s) continentale(s) | Compétition(s) continentale(s) | Compétition(s) continentale(s) | Total | Total |
| Saison                | Club                  | Division              | M.          | B.          | M.                    | B.                    | Comp.                          | M.                             | B.                             | M.    | B.    |
| 2015                  | Malmö FF              | Allsvenskan           | -           | -           | 1                     | 0                     | -                              | -                              | -                              | 1     | 0     |
| 2016                  | Malmö FF              | Allsvenskan           | 6           | 2           | 1                     | 0                     | -                              | -                              | -                              | 7     | 2     |
| 2017                  | Malmö FF              | Allsvenskan           | 18          | 1           | 1                     | 0                     | C1                             | 2                              | 0                              | 21    | 1     |
| 2018                  | Malmö FF              | Allsvenskan           | 12          | 2           | 6                     | 1                     | -                              | -                              | -                              | 18    | 3     |
| Sous-total            | Sous-total            | Sous-total            | 36          | 5           | 9                     | 1                     | -                              | 2                              | 0                              | 47    | 6     |
| 2018-2019             | Bologne FC            | Serie A               | 23          | 0           | 1                     | 0                     | -                              | -                              | -                              | 24    | 0     |
| 2019-2020             | Bologne FC            | Serie A               | 25          | 1           | 2                     | 0                     | -                              | -                              | -                              | 27    | 1     |
| 2020-2021             | Bologne FC            | Serie A               | 34          | 5           | 1                     | 0                     | -                              | -                              | -                              | 35    | 5     |
| 2021-2022             | Bologne FC            | Serie A               | 36          | 3           | 1                     | 0                     | -                              | -                              | -                              | 37    | 3     |
| Sous-total            | Sous-total            | Sous-total            | 118         | 9           | 5                     | 0                     | -                              | -                              | -                              | 123   | 9     |
| 2022-2023             | VfL Wolfsburg         | Bundesliga            | 32          | 4           | 3                     | 1                     | -                              | -                              | -                              | 35    | 5     |
| 2023-2024             | VfL Wolfsburg         | Bundesliga            | 25          | 1           | 3                     | 0                     | -                              | -                              | -                              | 28    | 1     |
| 2024-2025             | VfL Wolfsburg         | Bundesliga            | 18          | 3           | 3                     | 0                     | -                              | -                              | -                              | 21    | 3     |
| Sous-total            | Sous-total            | Sous-total            | 75          | 8           | 9                     | 1                     | -                              | -                              | -                              | 84    | 9     |
| Total sur la carrière | Total sur la carrière | Total sur la carrière | 229         | 22          | 23                    | 2                     | -                              | 2                              | 0                              | 254   | 24    |

## Palmarès
Mattias Svanberg remporte le championnat suédois en 2016 et 2017 avec le Malmö FF.